# Travis Rettenmaier
Travis Rettenmaier (ur. 6 sierpnia 1983 w Tarzana) – amerykański tenisista.

## Kariera tenisowa
Zawodowym tenisistą był w latach 2002−2012.
W swoim dorobku ma zwycięstwa w turniejach rangi ITF Men's Circuit. W zawodach ATP Challenger Tour jego najlepszym wynikiem jest finał w Manchesterze w roku 2007. Mecz finałowy przegrał wówczas z Harelem Lewim. Najwyżej w rankingu singlistów był pod koniec lutego 2006 roku na 273. miejscu.
Największym sukcesem zawodnika w rozgrywkach deblowych jest zwycięstwo w parze z Santiago Gonzálezem w turnieju kategorii ATP World Tour w Belgradzie, w maju 2010 roku na nawierzchni ziemnej. W finale pokonali Tomasza Bednarka i Mateusza Kowalczyka 7:6(6), 6:1. Na początku lipca tegoż samego sezonu Amerykanin osiągnął razem z Gonzálezem finał zawodów w Newport, na nawierzchni trawiastej. Finałowy pojedynek przegrali z parą Carsten Ball−Chris Guccione. Najwyżej w zestawieniu deblistów był na 57. pozycji w połowie lipca 2010 roku.

### Finały w turniejach ATP World Tour
| Legenda                                      |
| -------------------------------------------- |
| Wielki Szlem                                 |
| Igrzyska olimpijskie                         |
| Tennis Masters Cup / ATP Finals              |
| ATP Masters Series / ATP Tour Masters 1000   |
| ATP International Series Gold / ATP Tour 500 |
| ATP International Series / ATP Tour 250      |

#### Gra podwójna (1–1)
| Końcowy wynik | Nr | Data          | Turniej | Nawierzchnia | Partner           | Przeciwnicy                       | Wynik finału |
| ------------- | -- | ------------- | ------- | ------------ | ----------------- | --------------------------------- | ------------ |
| Zwycięzca     | 1. | 10 maja 2010  | Belgrad | Ceglana      | Santiago González | Tomasz Bednarek Mateusz Kowalczyk | 7:6(6), 6:1  |
| Finalista     | 1. | 11 lipca 2010 | Newport | Trawiasta    | Santiago González | Carsten Ball Chris Guccione       | 3:6, 4:6     |